# NedCert
NedCert is een Nederlandse certificatie-instelling gevestigd te Amsterdam. Ze geeft vakbekwaamheidcertificaten uit aan mensen die een opleiding hebben gevolgd op het gebied van preventie, bedrijfshulpverlening en spoedeisendehulpverlening. De instelling is actief in Nederland, België en Suriname.

## Doelstellingen
De belangrijkste doelstellingen van NedCert zijn:
- bevorderen van een proactieve houding van personen ten aanzien van veiligheid en gezondheid;
- verbeteren van de kennis en vaardigheden van personen op het gebied van preventie en spoedeisendehulpverlening;
- opbouw van een sterke spoedeisendehulpverleningsketen.

## Certificering
De inhoud van ieder certificaat van NedCert wordt onder verantwoordelijkheid van het College van Belanghebbenden opgesteld. In het College van Belanghebbenden hebben vertegenwoordigers van de belanghebbenden van NedCert zitting. Dit zijn de werkgevers, de werknemers (certificaathouders) en de BHV opleiders. Nadat de examenkandidaat geslaagd is voor het examen, wordt via het certificaat verklaard, dat de gecertificeerde vakbekwaam is. Hiermee wordt het vertrouwen uitgesproken dat de persoon in staat is adequaat en doelmatig te functioneren op het betreffende vakgebied. Het vakbekwaamheidcertificaat wordt uitgegeven volgens ISO/IEC 17024:2012. De certificaties van NedCert waren van 2004 tot 2012 geaccrediteerd door de Nederlandse Raad voor Accreditatie (RVA).

## Vakbekwaamheidcertificaat
Een NedCert vakbekwaamheidcertificaat is een officieel kwaliteitskeurmerk, dat op diverse gebieden en competentieniveaus wordt uitgegeven, zoals:
- BHV Bedrijfshulpverlener;
- Spoedeisende Hulpverlening bij Slachtoffers;
- Spoedeisende Hulpverlening bij Calamiteiten en Incidenten;
- BHV Ploegleider;
- Hoofd BHV;
- Preventiemedewerker;
- Spoedeisende Hulpverlening bij Kinderen.

## Kennis en vaardigheden van de gecertificeerde

### BHV Bedrijfshulpverlener
Dit certificaat omvat bedrijfshulpverlening, zoals het verlenen van hulp aan het slachtoffer, het beperken en het bestrijden van brand, het beperken van de gevolgen van ongevallen en het in noodsituaties alarmeren en evacueren van alle personen.
De certificaten voor spoedeisendehulpverlening zijn een bewijs van bekwaamheid op een hoger BHV competentieniveau.

### Spoedeisende Hulpverlening bij Slachtoffers
Dit certificaat omvat ehbo aan volwassenen en kinderen, verbandleer, reanimeren, gebruik van het manueel Hartmassageapparaat en defibrilleren met een AED.

### Spoedeisende Hulpverlening bij Calamiteiten en Incidenten
Dit certificaat omvat het verlenen van medewerking aan het verrichten en opstellen van een RI&E, het adviseren aan en nauw samenwerken met de OR of PVT of de belanghebbende werknemers en de medewerking aan de uitvoering van de daartoe te nemen maatregelen, het beperken en het bestrijden van brand, het beperken van de gevolgen van ongevallen en het in noodsituaties alarmeren en evacueren van alle personen, leiding geven aan een bedrijfshulpverleningsploeg en het opzetten, onderhouden en continu verbeteren van het BHV-plan en de BHV-organisatie.

### BHV Ploegleider
Dit certificaat omvat het leidinggeven aan een BHV-ploeg, waarbij de ploegleider zijn eigen veiligheid en die van de BHV-ploeg in acht neemt, tevens is de ploegleider in staat de BHV-inzet te evalueren en te rapporteren.

### Hoofd BHV
Dit certificaat omvat het geven van leiding aan de totale BHV-organisatie, opzet en onderhoud van de BHV-organisatie, uitvoeren van het BHV-beleid en het nemen van maatregelen om de BHV-organisatie en het BHV-plan te verbeteren.

### Preventiemedewerker
Dit certificaat omvat het verlenen van medewerking aan de uitvoering van de RI&E, het Plan van Aanpak, het nemen van preventieve maatregelen tegen arbeidsrisico's, nauw samenwerken met de ondernemingsraad en controle op de naleving van veiligheidsvoorschriften en het gebruik van persoonlijke beschermings middelen.

### Spoedeisende Hulpverlening bij Kinderen
Dit certificaat omvat ehbo aan kinderen, verbandleer, reanimeren en defibrilleren met een AED.

## NedCert keurmerk
NedCert examineert en certificeert, maar verzorgt geen opleidingen.
Het NedCert keurmerk is verkrijgbaar door ieder persoon die met goed gevolg een examen voor een NedCert certificaat heeft afgelegd.

## Wettelijke verplichting
De staatssecretaris van Onderwijs, Cultuur en Wetenschap, Sharon Dijksma heeft van NedCert twee certificaten aangewezen als geldig ehbo-certificaat voor gastouders. In het Register van de Regeling Wet kinderopvang en kwaliteitseisen peuterspeelzalen zijn het SEHSO-certificaat dan wel het SEHBK-certificaat door de Minister van Sociale Zaken en Werkgelegenheid mede aangewezen als bewijsstukken van met goed gevolg afgesloten onderricht dat in elk geval omvat eerste hulp aan kinderen bij ongevallen.

## België
Spoedeisende Hulpverlening bij Slachtoffers is voor bedrijfseerstehulp in België erkend door de Federale Overheidsdienst Werkgelegenheid, Arbeid en Sociaal Overleg. NedCert staat vermeld op de lijst van instellingen die vorming en bijscholing aan hulpverleners verstrekken en die voldoen aan de voorwaarden van de artikelen I.5-11 en I.5-12 van de codex over het welzijn op het werk (titel 5 van boek I).